# ألدو فان إيك

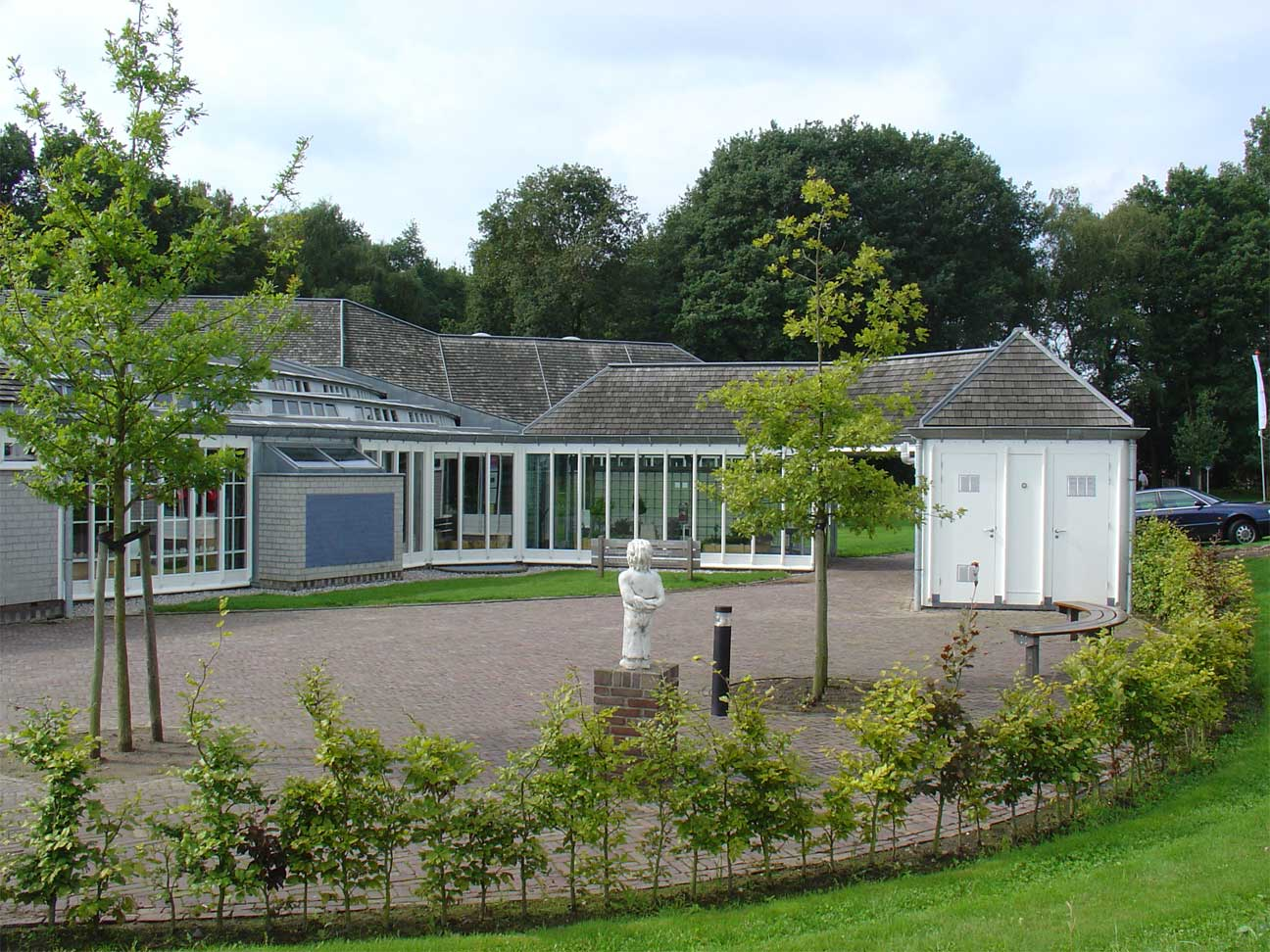
مركز هنيبد (Hunebedcentrum)

ألدو فان ايك (Aldo van Eyck) 16 مارس 1918 ، Driebergen ، أوتريخت، هولندا - 13 يناير 1999) مهندس معماري من هولندا.
كان عضوا في الس.أي.ي.م ( Congrès International d'Architecture Moderne- CIAM)، في عام 1954 شارك في تأسيس فرقة ال10. ألدو قام بجولة في أوروبا وأمريكا الشمالية للدعوة إلى ضرورة التخلي عن العمارة الوظائفية لصالح العودة إلى النزعة الإنسانية في التصميم المعماري. ألدو فان استلم الميدالية الذهبية من الربا (RIBA Royal Gold Medal) في عام 1990.